# 1886 w polityce
Wydarzenia polityczne w 1886 roku.

## Zmarli
- 13 czerwca Ludwik II Wittelsbach, król Bawarii[1].